# Paige O’Hara
Paige O’Hara (ur. 10 maja 1956 w Fort Lauderdale) – amerykańska piosenkarka Broadway i aktorka. Udzielała głosu Belli w oryginalnej wersji filmu „Piękna i Bestia”. Obecnie żona Michaela Piontek.